# Forelius tucumanus
Forelius tucumanus é uma espécie de formiga do gênero Forelius.